# Sabana Grande (Utuado)
Sabana Grande es un barrio ubicado en el municipio de Utuado en el estado libre asociado de Puerto Rico. En el Censo de 2010 tenía una población de 1112 habitantes y una densidad poblacional de 109,64 personas por km².

## Geografía
Sabana Grande se encuentra ubicado en las coordenadas 18°17′39″N 66°40′44″O / 18.29417, -66.67889. Según la Oficina del Censo de los Estados Unidos, Sabana Grande tiene una superficie total de 10.14 km², de la cual 10.04 km² corresponden a tierra firme y (1.05%) 0.11 km² es agua.

## Demografía
Según el censo de 2010, había 1112 personas residiendo en Sabana Grande. La densidad de población era de 109,64 hab./km². De los 1112 habitantes, Sabana Grande estaba compuesto por el 92.36% blancos, el 4.05% eran afroamericanos, el 0.18% eran amerindios, el 2.79% eran de otras razas y el 0.63% pertenecían a dos o más razas. Del total de la población el 98.65% eran hispanos o latinos de cualquier raza.